# Aeroportul Iloilo
Aeroportul Iloilo (IATA: ILO, ICAO: RPVI) este un aeroport din Central Visayas⁠(d), Filipine ce deservește zona Iloilo⁠(d). Aeroportul a fost tranzitat în 2022 de 1.708.764 de pasageri. A fost deschis în 14 iunie 2007 și numit după zona deservită.
Situat la o altitudine de 51 m, aeroportul dispune de 1 pistă. Este operat de Civil Aviation Authority of the Philippines⁠(d).

## Infrastructură

### Piste
Aeroportul dispune de o singură pistă. Pista are orientarea 02/20.